# 城南予備校
城南予備校（じょうなんよびこう）は、1961年度に神奈川県川崎市に設置された大学受験予備校。2019年度末をもって全校舎閉校。
1948年に設立された各種学校川崎英語学校（現在の学校法人深堀学園外語ビジネス専門学校）が、経営多角化のために1961年に設立した各種学校城南予備校が源流である。1982年に経営支援を目的に株式会社城南進学研究社が設立されると、これを母体に多校舎展開を開始。神奈川県、東京都、埼玉県、千葉県に複数の校舎を設置するに至った。しかし、少子化の影響から収益性の低い集合授業を全面的に見直すこととなり、2019年度末で全校舎を閉鎖して「城南予備校」ブランドによる集合授業事業からは全面的に撤退した。同社が運営する城南予備校DUOに名前を残しているが、事業内容は全く異なっている。

## 概要
予備校の運営は、1999年4月にジャスダック市場に上場を果たした株式会社城南進学研究社が行っていた。「生徒第一主義」を基本理念とし、「プロ講師」「教科アドバイザー」、そしてチューター（学習計画と進路指導を目的としたクラス担任）を前身とする「進学プロデューサー」が生徒一人一人に進路指導を行う「トリプル３システム」に特徴があった。
校舎は、地盤の神奈川県（川崎校・横浜校・藤沢校・厚木校・金沢文庫校）を中心に、東京都（町田校・立川校・自由が丘校・池袋校・新宿校）、千葉県（柏校）、埼玉県（大宮校・南浦和校）にも進出したが、開講最終年度の2019年度には、横浜校・町田校・湘南藤沢校（藤沢校の移転縮小）・自由が丘校・立川校・南浦和校の６校舎にまで縮小されていた。
かつてはCMやポスターに若手モデルやアイドル（櫻井翔、田中美保、多部未華子、工藤晴香、小野健斗など）を起用していた。

## 高校部・高卒部
現役生および浪人生対象（一部校舎は現役のみ）。生徒全員につく社員の進学プロデューサー（前身はチューター）が学習計画のアドバイスや出願方法のサポートなどを行うことを売りにしていた。
「受験カウンセリングという発想」、「本気なら城南予備校」、「本番に強い論理的な思考力」などをキャッチコピーとしており、2010年からは『現役合格保証』を前面に押し出して集客を図ろうとしていた。また、進路指導には当初は全統模試を用いていたが、多校舎展開で河合塾との軋轢が生れるようになり、最終的には進研模試のデータを使用するようになった。
2020年度からは、AI教材「atama+（アタマプラス）」を使う個別指導と「プロ講師」による少人数の演習指導（DUO指導）を中心とした「城南予備校DUO」へと業態を全面的に転換した。この結果、「城南予備校」ブランドで行われる集合授業は一切存在しなくなった。また、城南予備校に出講していた非常勤講師は、全員が業務委託契約を解除されたため、後継事業に関与した講師は社員を除くと少ない。このため、「プロ講師」というのは、学生アルバイト講師ではなく社員講師という意味に過ぎない。

## 城南コベッツ
城南進学研究社によって設立された個別指導コースの名称である。前身はCovez（コベッツ）。予備校内に併設している教室と個別指導専門教室が存在する。講師１人に生徒２人までの完全個別指導スタイルで小学生から高卒生を対象に指導をする。個別指導塾の中では、大学受験予備校を母体に設立されたという経緯から、大学受験に対する進路相談や学習計画の立案も積極的に行っていた。直営校のみならず、フランチャイズ展開も実施している。
フランチャイジーは小規模な教室が多く小学生、中学生が多い。最もニーズがある公立高校の受験に対しては組織的に研究をしている様子はないが、リセマムによると、近年進学会、学研ホールディングスと資本提携したことから、今後は積極的な研究が行われる可能性も考えられる。ただし、城南進学研究社自体が河合塾マナビスのフランチャイジーとなり、収益の柱としつつある点も考慮しておく必要がある。

## 関連事業内容
- 城南予備校DUO・城南コベッツ・くぼたのうけん・城南ルミナ保育園・城南ＡＯ推薦塾・城南医志塾などを運営。
- 河合塾マナビスの運営。
- フランチャイズチェーンシステムによる予備校、進学教室の募集及び経営指導。
- 大学、高校及び中学受験用教材の企画、制作、販売。
- 大学入試関連業務の受託。
- eラーニング教材の企画・製作・販売。
- 乳幼児を対象とした教室の運営。
- 乳幼児教育を対象とした認証保育所の運営。
- 乳幼児教育の教材、書籍の企画、制作、販売。

## 他社との提携
- Z会と提携し、Z会東大マスターコースの教材を用いた講座を設置していたことがある。
- 映像授業の部門で河合塾マナビスのフランチャイズに加盟し、河合塾マナビスブランドの教室の開校。
- ベネッセと提携して進研ゼミスクーリングコースを実施していた。